# Tournous-Devant
Tournous-Devant là một xã thuộc tỉnh Hautes-Pyrénées trong vùng Occitanie khu vực tây nam nước Pháp. Xã này nằm ở khu vực có độ cao trung bình 330 mét trên mực nước biển
Sông Petite Baïse tạo thành phần lớn ranh giới phía đông thị trấn.